# Crkva Presvetog Srca Isusova u Čeljevu
Crkva Presvetog Srca Isusova je katolička župna crkva u Čeljevu u Bosni i Hercegovini.

## Povijest
Nakon osnutka župe, 16. listopada 1974., započelo se s izgradnjom crkvenih objekata. Kroz 4 mjeseca sagrađena je župna kuća te kapelica u prizemlju. Temelji župne crkve započeti su 9. rujna 1976. Crkva je pokrivena 18. srpnja 1978. godine. Blagoslovljena je 26. kolovoza 1979. godine.

## Poveznice
- Čeljevo

### Knjige
- Puljić, Ivica. 2006. Nastanak novih župa na povijesnom području povijesne župe Dubrave.   Krešić, Milenko (ur.). Humski zbornik IX. - 300 godina župe Dubrave. Aladinići. str. 109–135
- Šutalo, Ivo. 2023. Nastanak i razvoj župa na području Trebinjsko-mrkanske biskupije i sakralni objekti po župama.   Puljić, Ivica; Marić, Marinko (ur.). Trebinjsko-mrkanska biskupija: Zbornik radova povodom obilježavanja 1000. obljetnice prvoga pisanog spomena Trebinjske biskupije i 700. obljetnice prvoga pisanog spomena Mrkanske biskupije. Trebinjsko-mrkanska biskupija. Mostar. str. 469–623